# Familles de Pins
Les familles de Pins et de Pins-Montbrun sont des familles subsistantes de la noblesse française originaires de Guyenne et du Languedoc.
Les Pins sont de noblesse d'extraction, maintenue noble le 20 juin 1668 et de Pins-Montbrun (anciennement de Pins d'Aulagnères) également maintenue noble le 20 juin 1668 sur preuves de 1558.
Les filiations prouvées des différentes familles du nom de Pins remontent aux XIVe siècle, XVe siècle et XVIe siècle. On trouve trois grandes lignes dont le point de jonction n'est pas connu.

## Nom
D'après une notice anonyme de 1851, consacrée à la branche de Guyenne et conservée à la BNF, « les variations de Pins, de Piis, de Pis, de Pys, Pinis (en latin de Pinibus ont pour traduction rigoureuse des Pins suivant les époques et idiomes divers » L'auteur ajoute : « Ces variations auraient été communes aux branches de la même maison établie dans le Languedoc depuis le XIIe siècle ».

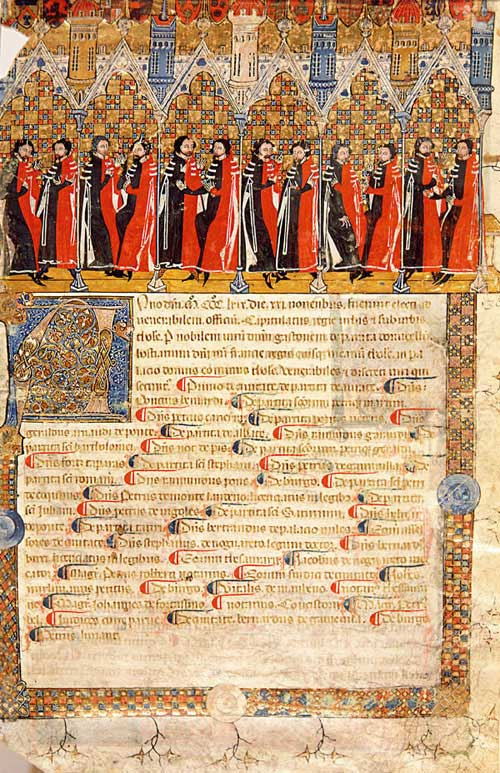
Odon de Pis capitoul de Toulouse en 1362 et 1369, mentionné dans les Annales manuscrites des Capitouls de Toulouse, archives municipales de Toulouse, Livre 1, BB 273, 1369-1370

On trouve dans le Livre des Annales des Capitouls de Toulouse, étudié par François Bordes, dans sa thèse de 2006, les variations latine (de Pinibus) et occitane (de Pis) du nom.
Selon le Bulletin de la Société héraldique et généalogique de France (1882), certains territoires couverts de pins ont tiré leur nom de cette particularité et ont transmis ce nom à leurs seigneurs, lesquels, à l'époque où les armoiries ont pris naissance, ont tout naturellement adopté des pommes de pin pour emblème. Un assez grand nombre de familles habitant des pays fort différents se trouvent dans ce cas
Le Bulletin de la Société héraldique et généalogique de France (1882) indique : « Le nom de cette famille se rencontre sous les différentes formes suivantes : de Pino, de Pinu, de Pinis, de Pinibus, de Pis, de Pys, de Piis, de Pins. Les quatre premières formes sont latines; les trois qui suivent sont gasconnes ou languedociennes, et la dernière française. Le nom de Piis a été porté jusqu'au commencement du XVIIIe siècle par la branche qui a fait ses preuves de Cour : il existe encore en Guyenne des Piis qui se disent issus des de Pins et des Pinos ».
Il ajoute : « Bien qu'on ne puisse douter de l'identité du nom latin de de Pinibus et du nom français de de Pins, il n'est pas rigoureusement démontré que ces actes concernent des membres de la même famille ».
Dans une lettre que l'auteur désigne comme « d’une orthographe déplorable » mademoiselle de Morlan en 1788 ou 1789 orthographie le  nom Depins pour la fille de M de Pins, commandant de la garde nationale d’Auch en 1790.

## Origine et histoire
Des auteurs (Courcelles, Jules Villain) écrivent que la famille de Pins aurait pour auteur Galceran de Pinós, un des neuf barons de Catalogne, qui fut arbitre du traité de paix conclu en 1185 entre le Roi d'Aragon et le Comte de Toulouse.

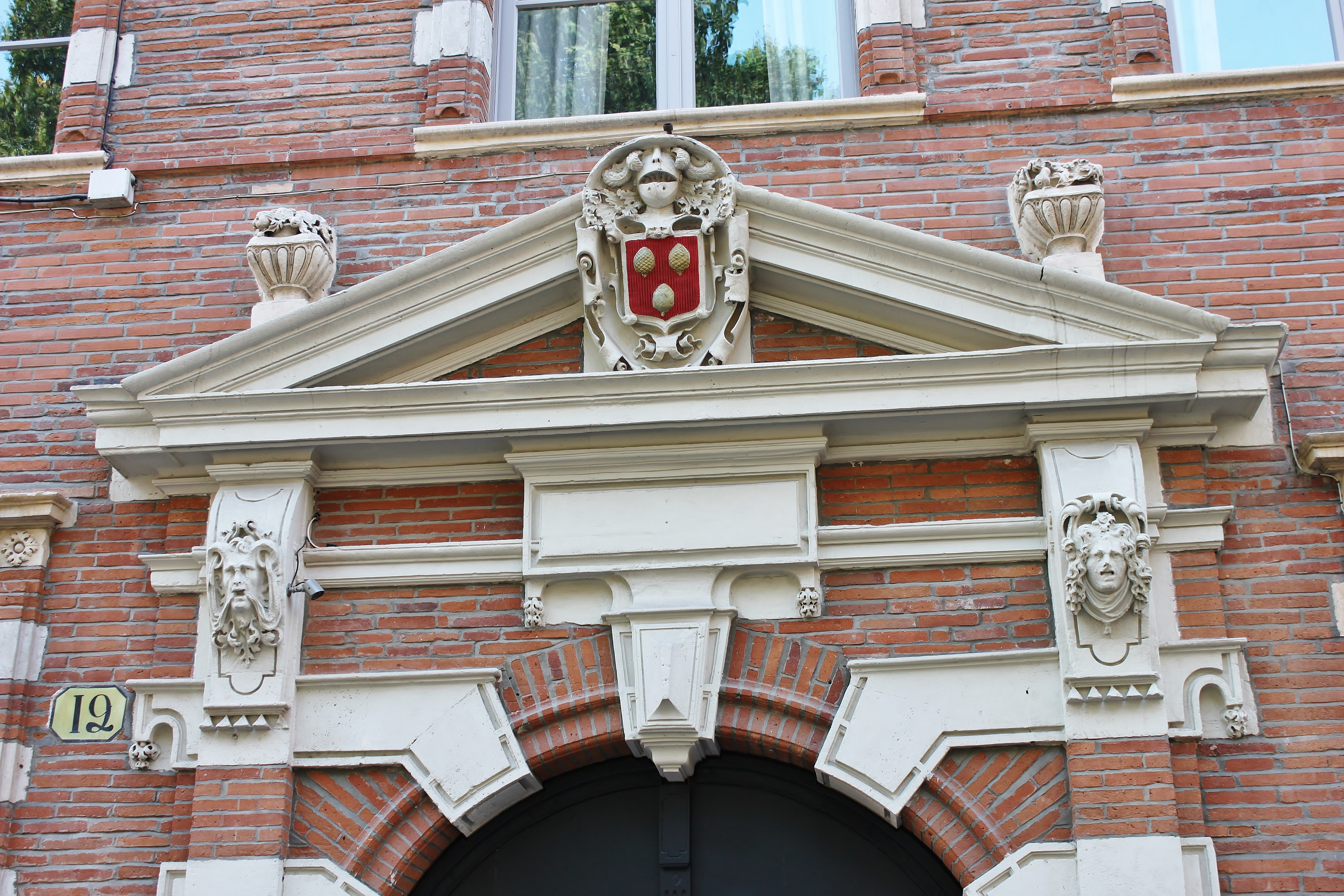
Armoiries de Pins sur l'ancien hôtel de Chalvet à Toulouse.

Albert Révérend écrit en 1905 : « La maison de Pins est d’ancienne chevalerie et a établi sa filiation suivie depuis Odon, damoiseau, seigneur de Pins, près de Muret au domaine de Brioudes, qui fit un partage avec Bernard VI comte de Comminges en l’an 1294. On a voulu, mais sans preuves à l’appui, lui attribuer Odon de Pins, grand maître de Malte, mort en 1296, qui pourrait très vraisemblablement être du même estoc, ou celui des Pinos, de Catalogne, auxquels on a essayé aussi de rattacher les Pins, de Gascogne, les deux familles étant également anciennes (…) Elle a formé deux branches principales : 1° celle des seigneurs baron de Caucalières, 2° celles des seigneurs de Monségou ».
Il ajoute : « Plusieurs familles du même nom ont prétendu se rattacher à cette maison, mais sans l’établir par des preuves historiques et suffisantes. M de Courcelles et l’Annuaire de la noblesse, reproduisant cette assertion d’après cet auteur, ont donné comme « étant même la branche ainée », une famille de Pins-Montbrun, qui n’a pu établir sa filiation que depuis Gaillard de Pins, damoiseau, marié le 8 juillet 1443 à Esclamonde de Saman et qui s’est éteinte en 1813. Une autre famille de Pins qui a hérité de la précédente et a possédé la seigneurie d’Aulagnères, en Armagnac a été maintenue dans sa noblesse par l’intendant de Montauban le 20 juin 1668, sur preuves remontant à 1558. Cette dernière s’est considérée depuis 1813 comme branche aînée et a pris aussi le titre de marquis de Pins que la précédente avait déjà porté, mais sans érection de terre »
Henri Jougla de Morenas écrit que les filiations prouvées des différentes familles du nom de Pins ne remontent pas au-delà des XIVe siècle et XVe siècle. À cette époque existent trois grandes lignes dont le point de jonction est inconnu. Il distingue :
- La première ligne qui remonte sa filiation prouvée à 1426 avec pour auteur noble Bertrand de Pins, co-seigneur de Pins. Elle donna les branches de Pins-Montbrun (éteinte en 1812), de Pins du Bourg et de Pins d'Aulagnières qui prit le nom de Pins-Montbrun à l'extinction de la branche aînée[2]. Cependant la branche Aulagnères subsiste car reprit par le second fils.
- La seconde ligne qui remonte sa filiation à Odon de Pins, capitoul de Toulouse en 1362 et 1369, elle donna la branche de Pins de Caucalières[2].(qui a pour rameau les Pins Monségou)
- La troisième ligne dont le nom devint de Piis, a donné les branches éteintes de Curton et non eteinte de la famille de Portal, de Bisqueytan, de Varennes, sa filiation prouvée remontait à Jean de Piis, damoiseau, vivant en 1436[2]. Raoul de Warren rattache à cette ligne les sires de Taillebourg, connus dès le XIIe siècle et éteints avec Barthélemy de Pins (Piis), allié en 1362 à Talesie d’Albret[2].

Le Bulletin de la Société héraldique et généalogique de France indique en 1882 : « Selon M. de Courcelles, la branche aînée de cette maison serait celle des seigneurs de Montbrun, représentée encore de nos jours par le rameau d'Aulagnères ; mais cette branche ne prouve pas son origine d'une manière certaine (...) La branche ou plutôt la famille qui a fait ses preuves de Cour devant Chérin est celle qui fait remonter sa généalogie à la date la plus ancienne, et en faveur de laquelle existent les plus grandes probabilités de communauté d'origine avec les Pinós ; son chef porte le titre de baron de Caucalières depuis la fin du XIVe siècle. Le rameau cadet de Monségou, séparé des de Pins-Caucalières au commencement du XVIIIe siècle, est également représenté de nos jours. Les autres branches ou rameaux du nom de Pins ne doivent pas trouver place dans cet article, leur jonction n'étant pas établie sur preuves positives. »
Les Pins seigneurs d'Aulaignes (ou Aulaignières), du Bourg et autres places en Armagnac, furent maintenus nobles sur filiation remontant à 1558 par jugement rendu le 28 juin 1698 à Montauban par l'intendant Le Pelletier de La Houssaye 
Les Pins d'Aulagnères fut reçue aux honneurs de la Cour le 23 janvier 1789.
La descendance des Pins d'Aulagnères des Pins de Montbrun, malgré la différence d'armoiries, n'est pas invraisemblable; mais elle n'a pas encore été justifiée.
Le dernier descendant des de Pins-Montbrun institua pour son héritier, en 1813, François-Odon Amand-Désiré de Pins d'Aulagnères, qu'il considérait comme son cousin, et qui prit dès lors le titre de marquis de Pins de Montbrun (titre de courtoisie).
Régis Valette, dans le Catalogue de la noblesse française subsistante au XXIe siècle (2002), fait remonter la noblesse de la famille subsistante de Pins à l'année 1362.
Fernand de Saint-Simon dans le Dictionnaire de la noblesse française (1975) indique « extraction chevaleresque maintenue noble le 20 juin 1668 » pour la famille subsistante du nom de Pins et « maintenue noble le 20 juin 1668 sur preuves  de 1558 » pour la famille subsistante de Pins-Montbrun.
La famille subsistante de Pins d'extraction chevaleresque sur preuves de 1362, maintenue noble le 20 juin 1668, a adhéré à l'Association d'entraide de la noblesse française, le 29 mai 1948.

## Rattachement de la famille de Piis
Selon le Bulletin de Société héraldique et généalogique de France « Les de Piis se disent issus de Déodat de Pins, lequel serait arrière-petit-fils de Guillaume-Odon de Pins, que Courcelles considère comme le plus ancien auteur de la branche de Taillebourg (...) les premiers degrés de la généalogie donnée par cet auteur sous une forme dubitative ne pouvaient pas être considérés comme établis. Déodat de Pins se trouve dans cette partie hypothétique de la filiation. On ne sait au juste ni qui fut son père, ni s'il eut des enfants. L'origine que s'attribuent les de Piis n'a donc que la valeur d'une tradition domestique, dénuée de preuves historiques »
Pierre-Antoine-Augustin de Piis, poète et fondateur du vaudeville, mort en 1832, était fils naturel du dernier représentant de la branche de Varennes. Il n'a pas laissé d'enfants.

## Personnalités
Rattachements prouvés aux différentes familles du nom de Pins et Piis :
- Jean de Pins (1470-1537), évêque de Pamiers puis évêque de Rieux, humaniste de la Renaissance
- Charles-Antoine de Piis (1737-1794), grand sénéchal d'épée du Bazadois, député de la noblesse de la sénéchaussée de Bazas aux États généraux de 1789
- Pierre-Antoine-Augustin de Piis (1755-1832), haut fonctionnaire de police, homme de lettres et dramaturge français
- Odon de Pins (1866-1936), maire de Montbrun, député du Gers de 1902 à 1910
- Arthur de Pins (1977-), dessinateur et auteur de bande dessinée français

## Armes, devises
Les armes des différentes familles de Pins portent trois pommes de pin d'or, elles sont de ce fait dites parlantes.
Elles se composent d'un champ plein de gueules ou d'azur chargé trois pommes de pin d'or les queues vers la pointe. On trouve aussi les pommes de pin avec les queues en haut.
- De gueules à trois pommes de pin d’or, les queues vers la pointe (famille subsistante du nom de Pins)[1]
- D'azur à trois pommes de pin d’or, les queues vers la pointe (famille subsistante du nom de Pins-Montbrun)[1]

Blason de la famille de Pins
Blason de la famille de Pins-Montbrun

Devises : Despues de Dios, la casa de Pinós ou L'un des neuf barons de Catalogne
Cri d'armes : Du plus hault les pins ! (pris à une époque moderne)

## Alliances
Les différentes familles de Pins eurent des alliances avec les familles : de Moncade, de Suffren, de Clermont-Tonnerre, de Guitaut, de Rohan-Chabot, de Portal etc.[réf. nécessaire]
Pour la seule Gascogne, les familles de Pins et de Piis ont contracté des alliances avec les familles d’Albret, d’Aulède de Pardaillan, d’Aumont du Cordray, d’Aux, de Banne, de Bar, de Bassompierre, de Batz-Castillon, de Beauvoir, de Berthier-Pinsaguel, de Binos, de Blanquefort, de Bouglon, du Bouzet de Vivès, de Cassagnet-Tilladet, de Casteras-Sournia, de Caumont, de Caupenne d’Amou, de Chasteignier, de Chastenet de Puységur, de Comminges, de Cornil, de Corrent, de Donissan, du Pleix de Cadignan, de Durfort-Flamarens, d’Ébrard de Saint-Sulpice, d’Espagne, d’Esparbès, de Fargues, de Faudoas, de Frétard d’Écoyeux, de Gaëtani, de Galard, de Gascq, de Gères, de Gestas, de Gontaut-Biron, de Goth, de Guers, d'Hautpoul, d’Hunault de Lanta, de Juges, de La Claverie-Soupetz, de La Faye, de La Montaigne, de La Mothe, de La Mothe-Castelnau, de La Roque Ordan, de Lastours, de Lévis-Léran, de L’Isle-Jourdain, de Luppé, de Lur-Saluces, de Magnault, de Martin-Marcellus, de Mengaud-Lahage, de Monneins, de Mons de Dunes, de Montégut, de Montesquiou, de Montlezun, d’Ollonne, de Pérusse, de Peytes de Montcabrier, de Pichard, de Polastron, de Pomiers, de Pontac, de Preisac de Rabastens, Riquet de Caraman, de Roquefeuil, de Saint-Gresse, de Salles de Gudanne, de Saman, de Sauzet, de Secondat-Montesquieu, de Ségur, de Seigneuret-Fabresan, de Sers, de Talleyrand-Périgord, de Trencaléon, de Tersac-Montbérault, de Vabres, de Verduzan, de Verthamon, de Villepreux, de Villères, de Martin de Viviés, de Voisins d’Alzau, etc.[source insuffisante]